# Drake Company
Die R. L. Drake Company (kurz R. L. Drake Co.) ist ein amerikanischer Hersteller von funk- und fernsehtechnischen Geräten.
In der zweiten Hälfte des 20. Jahrhunderts zählte Drake bei Kurzwellen-Empfängern sowie bei HF-, VHF- und UHF-Transceivern (Sendeempfängern) für den Amateurfunkmarkt zu den weltweit führenden Anbietern. Seit 2012 gehört Drake zu den Blonder Tongue Laboratories und hat sich auf Video- und Kabelfernsehtechnik spezialisiert.

## Geschichte

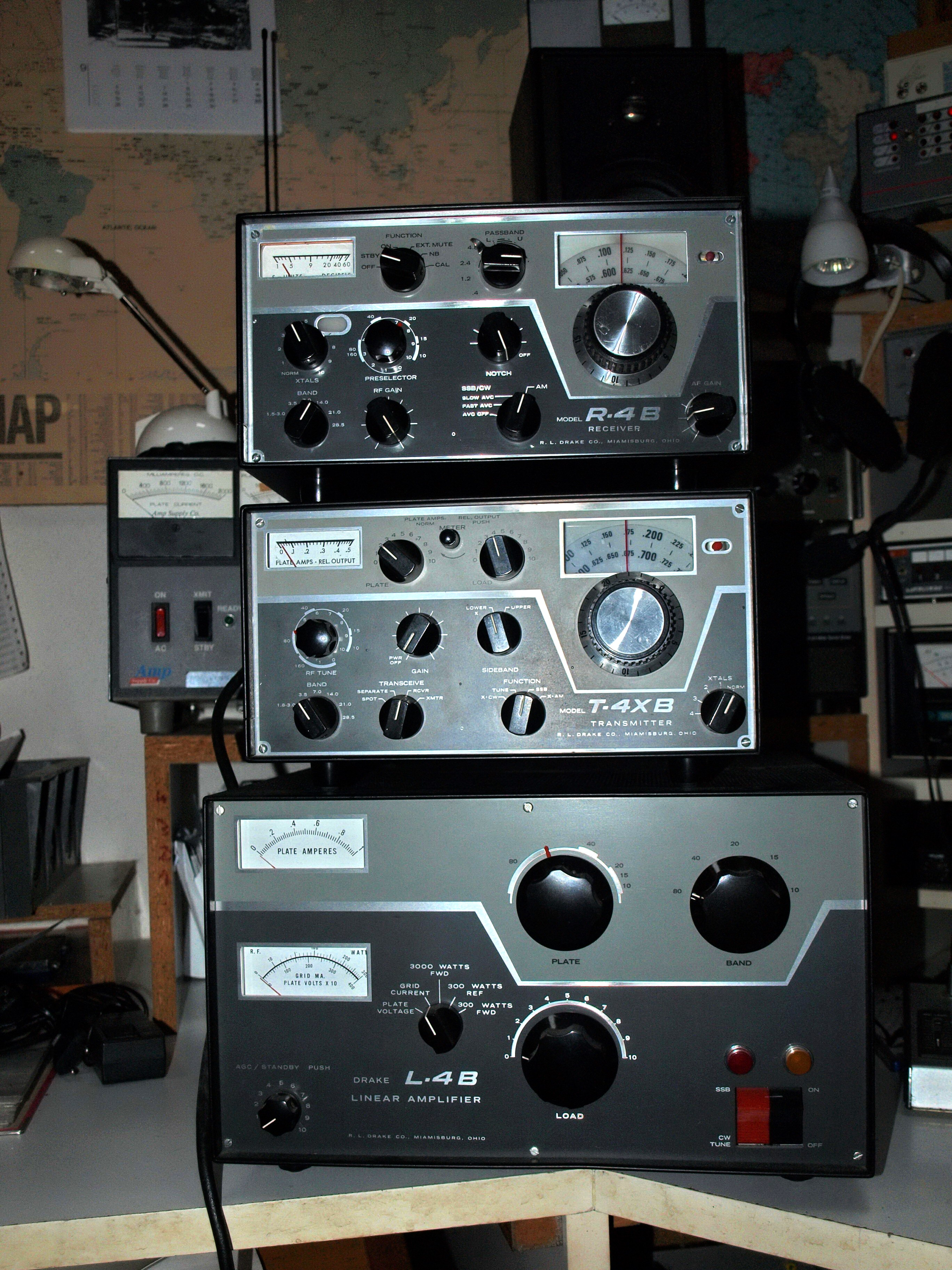
Eine Funkamateur-Sende-Empfangsanlage der Firma Drake mit einer 1‑kW-Röhren-Endstufe L‑4B. Ganz oben der Einseitenband-Empfänger R‑4B, darunter der dazugehörige Sender T‑4XB.

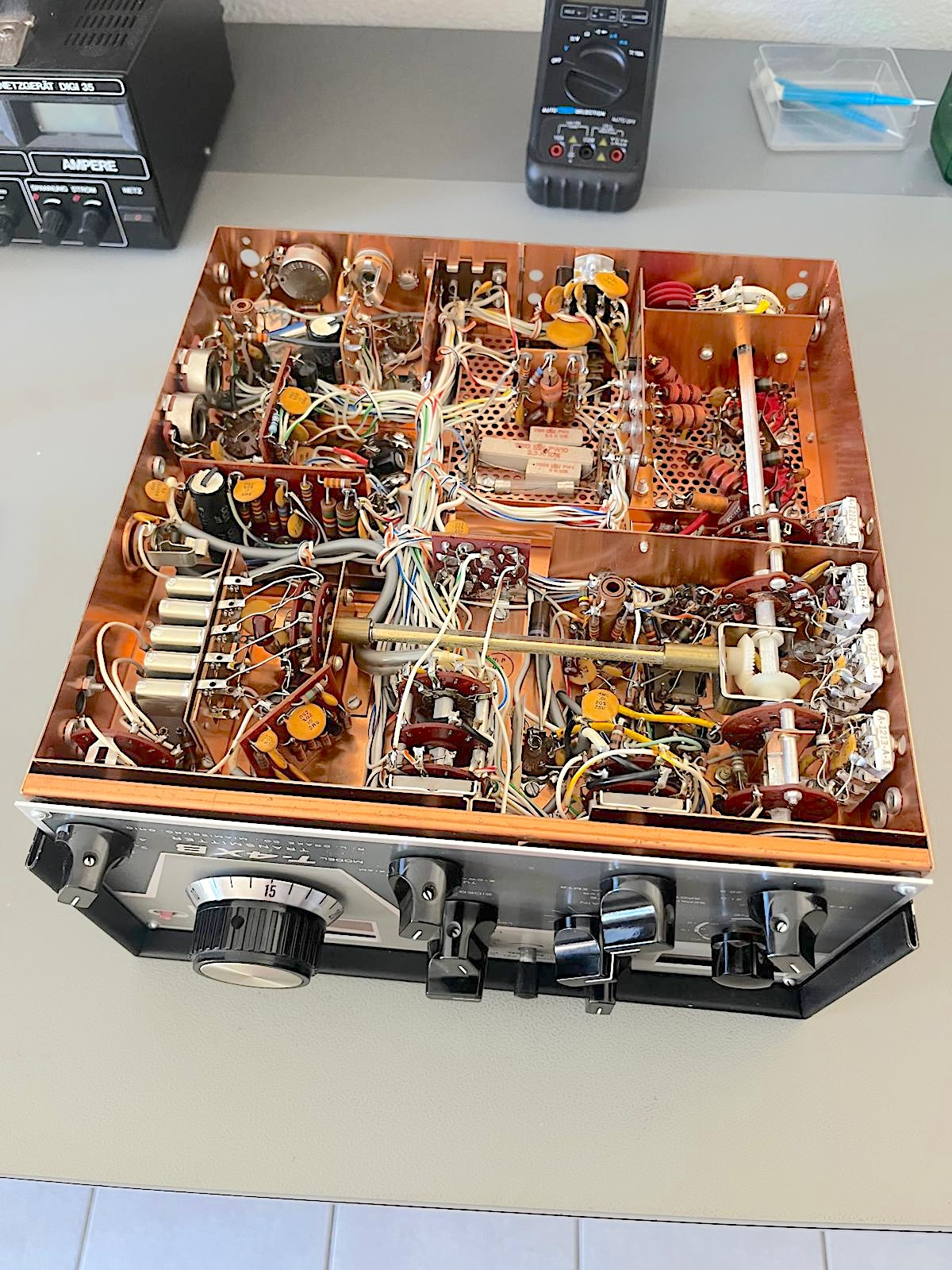
Blick in das Innere des Drake T‑4XB

Die Firma R. L. Drake wurde 1943 vom amerikanischen Ingenieur Robert Lloyd Drake (1910–1975) gegründet. Zu den ersten Erzeugnissen seines Unternehmens zählten passive Baugruppen wie Tiefpass- und Hochpassfilter für die Funk- und Amateurfunktechnik. Nach dem Zweiten Weltkrieg verlagerte er den Schwerpunkt des Unternehmens auf Amateurfunksender und -empfänger. Dort erreichte das Unternehmen in den 1950er-, 1960er- und 1970er-Jahren eine internationale Spitzenstellung.
In den 1970er- und 1980er-Jahren wurde die Produktpalette um professionelle Geräte für den Seefunk erweitert, die sowohl unter eigenem Namen als auch mit dem Label anderer Ausrüster wie DEBEG (Deutsche Betriebsgesellschaft für drahtlose Telegrafie m.b.H.) oder Hagenuk vertrieben wurden. Ferner wurden unter Leitung von Peter Drake, Sohn des Firmengründers, Satellitenempfänger entwickelt und gefertigt. Im Jahr 1984 hielt Drake in den Vereinigten Staaten einen Marktanteil von 30 % auf diesem Marktsegment.
Gegen Ende der 1990er-Jahre arbeitete Drake zusätzlich auf dem Markt für Hörgeräte und entwickelte Techniken, die Hörgeschädigten halfen, bei Veranstaltungen die gewünschten Tonsignale klar und deutlich wahrzunehmen, ohne die störenden Umgebungsgeräusche oder Nachhall zu verstärken. Ferner entwickelte Drake zu dieser Zeit Videomodulatoren im Miniaturformat.
Ein weiterer Schwerpunkt der Geschäftstätigkeit war die Herstellung von Rundfunkempfängern, hier vor allem von Kurz- und Mittelwellenempfänger für den Fernempfang. Neben der Entwicklung und Fertigung eigener Geräte steuerte Drake auch die Empfangstechnik für Produkte anderer Hersteller bei, darunter etwa für die Weltempfänger Etón E1 und Grundig Satellit 800.
Nach der Übernahme durch die Blonder Tongue Laboratories im Jahr 2012 arbeitet Drake hauptsächlich auf dem Marktsegment für Kabelnetzbetreiber.